# Nodozni eritem
Nodozni eritem (erythema nodosum) je kožni eritem v obliki vozličastih akutnih vnetnih sprememb, ki se pojavlja največkrat na golenih, in sicer pogosto obojestransko. Je kožni znak različnih boleznih. Praviloma izzveni samoodsebno v roku 30 dni.

## Znaki in simptomi

### Prederuptivna faza
Prvi znaki nodoznega eritema se pogosto kažejo kot gripi podobni simptomi, kot so vročina, kašelj, utrujenost in srbeči sklepi. Pri nekaterih bolnikih se pojavi oteklina in otrdelost sklepov, lahko pride do izgube telesne teže.

### Eruptivna faza
Za nodozni eritem so značilne okoli 25–50 mm velike vozličaste vzbrsti pod ravnijo kože, ki se ponavadi pojavljajo na golenih, lahko se pa pojavijo kjerkoli v podkožju, tudi na rokah, trupu, stegnih … Posamezna vozličasta vzbrst običajno izgine po okoli dveh tednih, vendar lahko nastajajo nove, običajno v obdobju šest do osem tednov. Novonastale kožne vzbrsti so običajno rdeče ter tople in trde na otip. Rdečina jenja, vzbrst pa postaja manjša in mehkejša ter naposled izzveni. Spremembe se praviloma popolnoma pozdravijo (posamezna sprememba v roku dveh tednov od pojava) in ne puščajo brazgotin. Bolečine v sklepih in vnetje lahko vztrajajo tudi več tednov ali mesecev po pojavu kožnih sprememb.

### Redkejše pojavne oblike
Manj pogoste različice nodularnega eritema so:
- nodularni eritem z razjedami, ki se pojavlja pri crohnovi bolezni,
- erythema contusiforme,  pri katerem se pojavljajo podkožne krvavitve in dajejo kožnim spremembam videz podplutb,
- migrirajoči nodozni eritem (imenovan tudi subakutni nodularni migrirajoči panikulitis), redka obliks kroničnega nodularnega eritema z asimetričnimi vozličastimi spremembami, ki so na otip nekoliko trde in se sčasoma selijo.[9][10][11]

- Lezija nodularnega eritema pri svetlopoltem bolniku s tuberkulozo
- Posamezna lezija nodularnega eritema
- Več lezij nodularnega eritema pri bolniku s temnejšo poltjo

## Vzroki
Nodozni eritem je lahko posledica različnih bolezenskih stanj (kužne in nekužne bolezni), lahko pa je idiopatičen (brez znanega vzroka). Pojavi se lahko tudi med nosečnostjo.

### Idiopatični nodozni eritem
Okoli 30–50 % primerov nodoznega eritema je idiopatičnih, torej brez znanega vzroka.

### Okužbe
Okužbe, ki lahko povzročijo nodozni eritem, so na primer:
- streptokokna okužba, ki je daleč najpogostejši vzrok pri otrocih[11]
- tuberkuloza
- Mycoplasma pneumoniae
- Histoplasma capsulatum
- Yersinia
- venerični limfogranulom, ki ga povzroča Chlamydia trachomatis
- virus Epstein-Barr
- Coccidioides immitis (kokcidioidomikoza)
- bolezen mačje praske

### Avtoimunske bolezni
Avtoimunske bolezni, pri katerih lahko pride do pojava nodoznega eritema, zajemajo:
- vnetno črevesno bolezen: nodozni eritem se pojavi pri okoli 15 % bolnikov[13]
- behçetovo bolezen
- sarkoidozo

### Nosečnost
Nosečnost lahko povzroči pojav nodoznega eritema. Zlasti se pojavlja v drugem trimesečju nosečnosti. Če se pri nosečnici pojavi nodozni eritem, je pri kadnejših nisečnostih povečano tveganje, da se bo pojavil ponovno.

### Zdravila
Zdravila, ki lahko povzročijo nodozni eritem, so na primer:
- sulfonamidi
- penicilini
- bromidi
- cepivo proti hepatitisu B[15]

### Rak
Rakave bolezni, ki so povezane s pojavom nodoznega eritema, zajemajo:
- ne-Hodgkinov limfom (NHL)
- karcionidne tumorje
- rak trebušne slinavke

## Diagnoza
Diagnoza nodoznega eritema je klinična. Mikroskopski pregled bioptičnega vzorca lahko pomaga pri potrditvi diagnoze. Mikroskopski pregled običajno razkrije infiltrate nevtrofilcev okoli kapilar, ki povzročijo septalne zadebelitve. Maščevje v bližini kapilar je fibrotično spremenjeno. Značilne mikroskopske najdbe so tudi radialni granulomi, dobro opredeljeni nodularni skupki histiocitov.
Dodatne preiskave so potrebne za določitev vzroka, kar lahko vključuje celotno krvno sliko, hitrost sedimentacije eritrocitov (ESR), titer antistreptolizina O, kulture brisa žrela, urinsko analizo, intradermalni tuberkulinski test in rentgen prsnega koša. Vrednost ESR je praviloma povišana, prav tako je povišana vrednost C-reaktivne beljakovine, v krvni sliki pa je povečano število belih krvničk.
ESR je sprva zelo visok, nato se pa ob izzvenevanju kožnih sprememb niža. Titer ASO je povišan v primeru streptokokne okužbe žrela. Z rentgenom prsnega koša se ugotavljajo pljučne bolezni, zlasti sarkoidoza in löfgrenov sindrom.

## Zdravljenje
Nodozni eritem je samoomejujoč in običajno sam izzveni po 3–6 tednih. Možna je ponovitev izbruha kožnih sprememb, pri otrocih predvem zaradi ponavljajoče streptokokne okužbe. Zdravljenje mora biti usmerjeno na vzrok. Pri lajšanju simptomov lahko pomagajo počitek, privzdignjenost spodnjih okončin, kompresijske preveze, vlažni obkladki in uporaba nesteroidnih  protivnetnih zdravil (NSPVZ). NSPVZ so običajno učinkovitejša ob akutnem pojavu eritema v primerjavi z zdravljenjem kroničnih sprememb.
Kalijev jodid se lahko uporabi pri vztrajajočih kožnih spremembah neznanega vzroka. Kortikosteroidi in kolhicin se uporabljajo pri hujši obliki nodoznega eritema, neodzivnega na druge oblike zdravljenja. Talidomid je učinkovit pri zdravljenu nodoznega eritema pri gobavosti. Glede na izsledke metaanalize iz leta 2009 koristi zdravljenja leproznega nodoznega eritema (pri gobavosti) izkazujeta talidomid in klofazimin.